# USS Colorado (SSN-788)
El USS Colorado (SSN-788) es un submarino nuclear de ataque de la clase Virginia Bloque III de la Armada de los Estados Unidos. Ha sido significativamente rediseñado, que incluye un arco revisado y tecnología VLS de la clase Ohio de submarinos de misiles guiados. Fue construido por Huntington Ingalls Industries en asociación con la división Electric Boat de General Dynamics en Newport News, Virginia, con el contrato inicial adjudicado el 22 de diciembre de 2008.

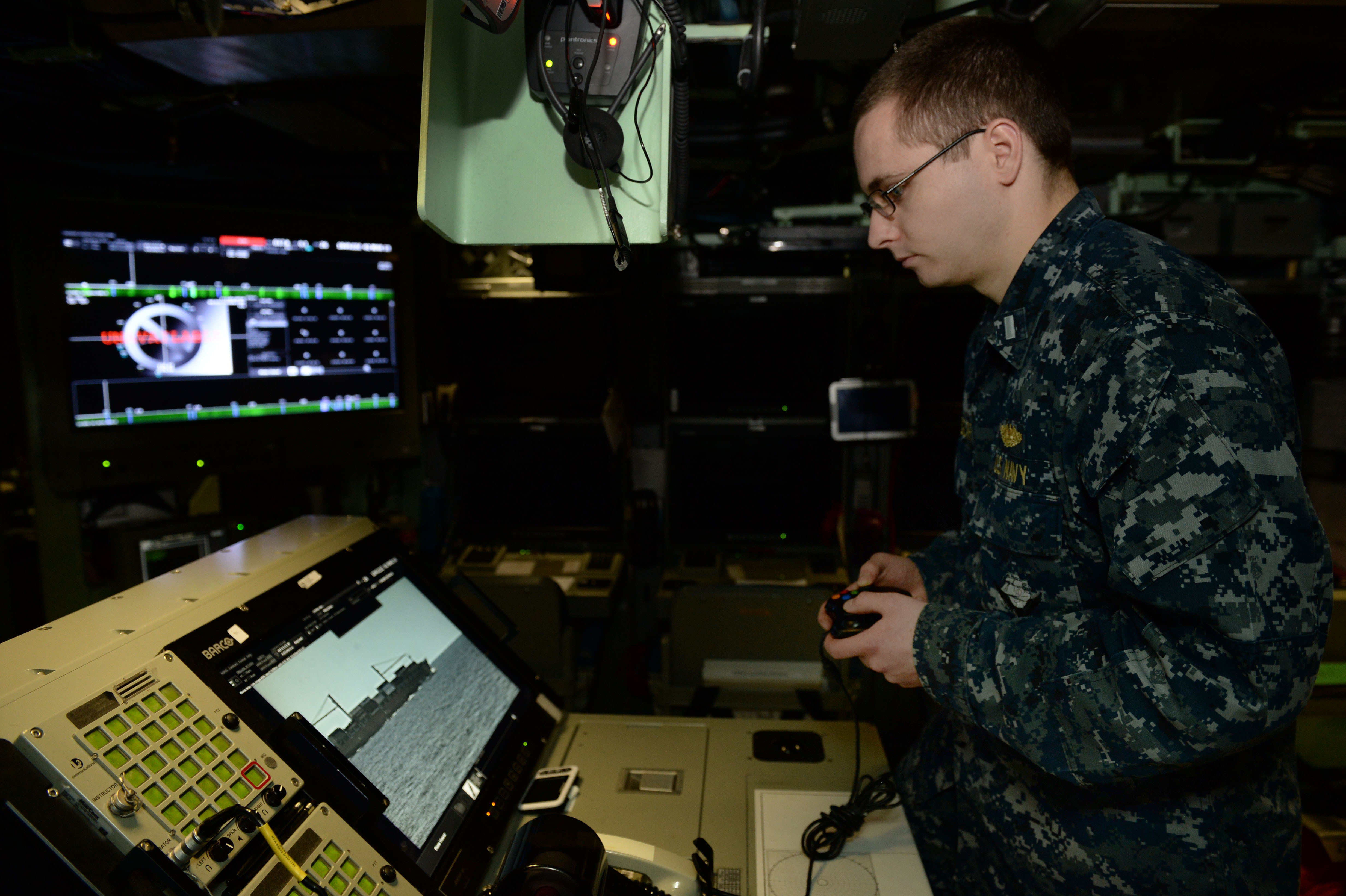
Un marinero que usa un controlador de Xbox 360 para controlar los mástiles fotónicos del USS Colorado (SSN-788) en 2018. Es el primer submarino que usa este controlador de decenas de dólares en lugar del joystick de Lockheed Martin contabilizado en 38.000 $.

La ceremonia oficial de nombramiento fue el 25 de junio de 2012. Su quilla se colocó el 7 de marzo de 2015 y fue bautizado y botado el 3 de diciembre de 2016. Su patrocinadora es Annie Mabus, hija del exsecretario de Marina Ray Mabus. Fue comisionado el 17 de marzo de 2018.